# شعله گلپایگانی
ملا مهدی گلپایگانی، متخلّص به شعله، از شاعران شیعی مذهب، قرن دوازدهم هجری است که آثاری همچون «چاه وصال (لیلی و مجنون)»، «یوسف و زلیخا»، «رعنا و زیبا»، «پادشاه مصر» و «پسر آهنگر» و چند مثنوی و غزل از او باقی مانده‌است. متأسفانه احوال و آثار این شاعر، با سراینده دیگری با نام سید محمد طبیب متخلّص به شعله و معروف به شعله اصفهانی، حکیم، طبیب و شاعر قرن دوازدهم هجری درآمیخته است. مثنوی رعنا و زیبا، منظومه‌ای است عاشقانه با بحور مختلفه که شاعر آن را در بیان عشق کامیاب رعنا و زیبا، به نام میرزا عبدالصمد مستوفی مشک آبادی (از مردمان متعین مشک آباد فراهان اراک) به رشته نظم درآورده است. شیوه داستان در داستان، انتخاب وزن و بحرهای گوناگون، ابداع در تصویرگری‌ها، سه ویژگی اصلی منظومه است که به ویژه انتخاب اوزان مختلف در اثنای اثر، این منظومه را از دیگر آثار، متمایز ساخته‌است. این اثر برای نخستین بار در سال ۱۳۹۲ توسط احمدرضا یلمه‌ها از سوی انتشارات شورای گسترش زبان و ادبیات فارسی چاپ و منتشر شده‌است.